# 高邈
高邈（?—?），唐朝軍事人物。
為安祿山手下，安史之亂爆發，為前鋒軍，守井陘關（今河北井陘）。後為顏杲卿所逮殺，以安祿山義子李欽湊的首級与高邈、何千年二人，獻于京師。高邈曾出現在名劇《百花亭》（全名《逞风流王焕百花亭》）中。